# Quinckeova cijev
Quinckeova cijev je uređaj ili mjerni instrument za mjerenje valne duljine λ zvuka i time brzine zvuka u plinovima. Sastoji se od dviju U-cijevi koje se mogu uvlačiti jedna u drugu, u kojima se nalazi neki plin. Izvor zvuka poznate frekvencije f postavi se s jedne strane cijevi, a s druge se osluškuje. Intenzitet ili jakost zvuka na mjestu osluškivanja ovisi o fazama s kojima zvučni valovi dolaze na to mjesto. Razlike u fazi nastaju zbog različitog puta koji zvučni valovi prevale. Uvlačenjem ili izvlačenjem U-cijevi taj se put mijenja i određuje se duljina puta između dvaju maksimuma ili minimuma, što odgovara valnoj duljini zvuka. Iz tako određene valne duljine i poznate frekvencije određuje se brzina zvuka v u plinu:
{\displaystyle v=\lambda \cdot f}

## Akustični filtar
Da se dva tona iste frekvencije mogu interferencijom poništiti, pokazao je njemački fizičar Georg Hermann Quincke. Savijena cijev (Quinckeova cijev) sastoji se od dva dijela koja se mogu uvlačiti jedan u drugi. Ako se kod T proizvede ton pomoću glazbene viljuške, a na izlazu O drži uho, ton će biti pojačan ako su putovi zvučnog vala kroz dio A i B isti. Izvučemo li jednu cijev, putovi zvučnih valova kroz oba kraka bit će različit, pa će ovisiti o razlici faze obaju valova da li će ton na izlazu biti više ili manje oslabljen. Ako je fazna razlika obaju valova kroz krakove A i B jednaka λ/4 (λ - valna duljina zvučnog vala), oni će se poništiti, pa na izlazu cijevi nećemo čuti nikakav ton.
Na temelju ovog pokusa zasniva se rad akustičnog filtra, koji omogućuje da iz smjese tonova izlučimo određeni ton. Kroz cijev širi se zvuk koji se sastoji od valova različite valne duljine. Na glavnu cijev priključene su cijevi kojima se duljina može mijenjati pomoću pomičnog stapa. Zvuk koji se širi kroz cijev ući će i u pokrajne cijevi. Ako je duljina takve pokrajne cijevi λ/4, ton određene valne duljine na čepu odbit (reflektirat) će se i zaostati za tonom koji se širi kroz glavnu cijev za λ/2. Posljedica će toga biti da će se određeni ton poništiti i izlučiti iz smjese tonova koji se nalaze u zvuku. Mijenjanjem položaja čepova možemo na taj način filtrirati neki zvuk koji se sastoji od smjese tonova.